# Bermudy na Letnich Igrzyskach Olimpijskich 1972
Bermudy na Letnich Igrzyskach Olimpijskich 1972 reprezentowało 9 zawodników, byli to sami mężczyźni.

## Skład reprezentacji

### Boks
- Roy Johnson
  - Waga lekkopółśrednia - 17. miejsce

### Wioślarstwo
- Jim Butterfield
  - Jedynki - odpadł w 1 rundzie eliminacyjnej

### Żeglarstwo
- Paul Hiles
  - Klasa Star - 15. miejsce

- Penny Simmons, James Amos i Richard Belvin
  - Klasa Dragon - 13. miejsce

- Alex Cooper, Jordy Walker i Kirk Cooper
  - Klasa Dragon - 15. miejsce